# Konténerkút
A konténerkút egy speciálisan erre a célra kialakított folyadéktömör konténerből és egy konténerbe szerelt üzemanyagtartályból áll. A konténerkutat leggyakrabban cégek saját járművei vagy gépparkja ellátására használják, azért hogy a végfelhasználók nagykereskedelmi áron (15-20 Ft-tal kedvezőbben) vásárolt üzemanyagot szakszerűen tárolja és a saját járművek számára kiszolgálja. A konténerkutat szegmensek szerint a szállítmányozás, mezőgazdaság és az ipari üzemek használják.

## A konténerkút eredete
A konténerkutat kezdetben a volt NDK (Német Demokratikus Köztársaság) hadserege fejlesztette ki, azzal a céllal, hogy a hadgyakorlatokhoz egy mozgatható üzemanyag ellátó rendszert tudjon telepíteni. Ez TC-10 (Tankstelle Container) néven ismert termék volt. Sok helyen még a mai napig is használják. A mobilitás mellett feladata volt az üzemanyag kiszolgálása is. Úgy tervezték, hogy egy kompakt mozgatható üzemanyag-ellátó rendszer legyen amely egy zárt egységet képez.
A 90-es évek közepén jelent meg először Magyarországon a konténerkút, hazai gyártással RHD-10 (Ratio Homini Diesel – 1) névvel. Akkoriban a gazdasági érdekek és az erősödő környezetvédelmi előírások hatására egyre keresettebb lett a konténerkút. Előnye az olcsó kialakítás mellett a gyors telepítés és kis kompakt rendszer volt. A magyarországi gyártás alapjaiban megegyezett a TC-10 konténerkút rendszerével de az állandó mobilitás már nem volt előtérben, mivel a telepített konténerkutakat a cégek nem mozgatták. Az olajtársaságok is szívesen helyeztek ki partnereiknek konténerkutat, mert ezzel magukhoz kötötték a végfelhasználókat, mivel a nagyobb olajtársaságok (MOL, OMV, AGIP, SHELL) ezzel a rendszerrel látták el saját ügyfeleiket gázolajjal. A céljuk az volt, hogy a cégek számára kihelyezett saját üzemanyagkútjukba kizárólag csak ők szállíthattak üzemanyagot, ezzel hosszú időre lekötötték az ügyfeleiket.

## Speciális konténer
A konténerkutak egy egyedi gyártású konténerbe kerülnek beépítésre, hagyományos konténerek erre nem alkalmasak, mivel ezek a konténerek speciálisan erre a célra kialakított vázszerkezettel rendelkeznek. A vázszerkezet feladata a tartály töltött súlyának átadása az alatta lévő beton felületnek. A bennük lévő tartály lábak egy speciális kereszt áthidalókon adják le a terhelést a beton alapnak. A konténer másik fontos feladata a belső folyadéktömör kialakítás, azaz a kármentő tér. A kármentő tér egy olyan belső kialakítás amely mérete megegyezik a tartály űrméretével. Feladata a tartály meghibásodása esetén a tartályban lévő teljes gázolaj mennyiség felfogása. Emiatt a hagyományos szállító konténerek erre a célra nem alkalmasak. A konténer további feladata, hogy önhordóvá teszi a teljes üzemanyag-ellátó és kiszolgáló rendszert.

## Konténerkút telepítésére vonatkozó előírások
A konténerkút használatának szigorú előírásai vannak és használata engedély köteles. A konténerkútban tárolt üzemanyag fokozottan tűzveszélyes és a környezetvédelmi besorolás szerint fokozottan veszélyes folyadék. A használat első lépése a létesítési engedély megszerzése a MKEH (Magyar Kereskedelmi Engedélyezési Hivatal) engedélyezésével. A konténerkút telephelyen belüli helyének kijelölése a jogszabályi előírások szerint és a védőtávolságok betartásával lehetséges. A létesítési engedély megszerzése után a konténerkút telepíthető és ezután megkezdődhet a használatba vételi engedély. A konténerkutakat kizárólag használatba vételi engedéllyel lehet használni, ezért fontos hogy csak az előírásoknak megfelelő konténerkutat vásároljanak. További fontos szempont, hogy a telepítést, beüzemelést kizárólag az MKEH honlapján feltüntetett és általuk minősített szakcégek végezhetik.

## Konténerkút használatára vonatkozó előírások
A konténerkutakat időszakosan ellenőrizni kell. Az ellenőrzést és javítást kizárólag szakcég végezheti. A szakcégek listája az MKEH weboldaláról letölthető. A tartályok időszakos ellenőrző vizsgálatáról az üzemeltetőnek kell gondoskodnia. Súlyos üzemzavart a kivizsgálás céljából az illetékes területi mérésügyi és műszaki biztonsági hatóságnak be kell jelenteni. A használat során az alábbi jogszabályok az irányadóak.
- 11/1994. (III. 25.) IKM rendelet az éghető folyadékok és olvadékok tárolótartályairól
- 3/1998. (I. 12.) IKIM rendelet egyes hegesztett szerkezetek gyártását végző gazdálkodó szervezetek alkalmasságának igazolásáról
- 118/2011. (XII. 15.) VM rendelet a benzin tárolásából, elosztásából és töltőállomáson a gépjármű feltöltéséből származó illékony szerves vegyület (VOC) csökkentéséről

## Konténerkút időszakos felülvizsgálata
A konténerkutakat mint veszélyes folyadék tároló eszközöket időszakosan felül kell vizsgálni. A többször módosított 11/1994. (III. 25.) IKM rendelet alapján a tárolótartályoknál időszakos ellenőrző vizsgálatot kell tartani, amely tízévenkénti belső tisztításból, szerkezeti vizsgálatból és ötévenkénti tömörségi próbából áll. Az 1000 m3 vagy annál nagyobb névleges térfogatú álló hengeres föld feletti tárolótartály esetében az időszakos ellenőrző vizsgálatot az előírt ciklusidő lejáratának évében december 31-ig kell elvégezni.
- Az időszakos ellenőrző vizsgálat elvégeztetéséről az üzemeltetőnek kell gondoskodni.
- Az időszakos ellenőrző vizsgálatot a 6. § (1) bekezdésében meghatározott gazdálkodó szervezet végezheti.
- Az időszakos ellenőrző vizsgálatról készített jegyzőkönyvet az üzemeltető köteles 30 napon belül megküldeni az engedélyező hatóságnak, intézkedés és nyilvántartásba vétel céljából.
- Az engedélyező hatóság közérdekű bejelentés alapján vagy egyéb indokolt esetben soron kívül ellenőrző vizsgálat végzését is elrendelheti.

## Konténerkút innovációk
A konténerkutak közel 20 éve vannak jelen Magyarországon. Mint minden technikai termék a konténerkutak is jelentős innováción mentek keresztül.
- 1995 – nem a tartály tetején hanem a tartály elején található fenéklemezen kialakított dómnyílás RHD-10 (általános kialakítás a tartály tetején lévő dómnyílás)
- 1997 – megjelenik ez első automatizált magyar gyártású konténerkút RHL-10-be épített KAONOMAT (első magyar tankolóautomata) rendszerrel
- 1998 – elsőként jelenik meg 10 m3-nél nagyobb tartállyal rendelkező konténerkút, az RHL-30 ami 30 000 literes tartállyal lett legyártva
- 2002 – a legkisebb konténerkút megjelenése RH ECO 5 típus 4900 literes tartállyal (2006-ig ez a méret még nem volt engedélyköteles)
- 2008 – a tartály gyártásban a legjelentősebb innováció a szögletes tartály megjelenése. Elsőként az RH ECO PLUS jelzésű berendezéseket gyártották alakos tartállyal. Napjainkra a legnépszerűbb tartály kialakítássá vált. Ezzel az innovációval jelentősen csökkent a konténerkutak helyigénye és ára, mivel a konténeren belül lévő szögletes tartály helykihasználtsága sokkal jobb mint a hengeres tartályoké
- 2014 – megjelenik az első teljesen automatizált konténerkút amely automatikusan megrendeli az üzemanyagot, felismeri a tankoló járművet és annak üzemanyagtankját, kritikus szint értékek esetén riaszt és leállítja a működést, az üzemanyagok megnövekedett biotartalma miatt hosszabb állás idő esetén vagy hidegben átforgatja az üzemanyagot a rétegződés és paraffin kicsapódás elkerülése érdekében
- 2016 – új innovációs megoldással elindul a 960 literes szállítható konténerkút gyártása és forgalmazása. A tartály IBC engedélyekkel rendelkezik.